# Amphoe Mueang Lamphun

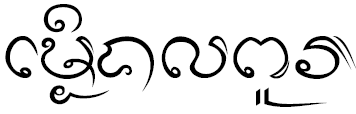
Mueang Lamphun in Lan-Na-Schrift

Amphoe Mueang Lamphun  (in Thai: อำเภอ เมืองลำพูน, Aussprache: ʔāmpʰɤ̄ː mɯ̄aŋ lām.pʰūːn) ist ein Landkreis (Amphoe – Verwaltungs-Distrikt) in der Provinz Lamphun. Die Provinz Lamphun liegt in der Nordregion von Thailand.

## Geographie
Benachbarte Landkreise (von Süden im Uhrzeigersinn): Mae Tha und Pa Sang der Provinz Lamphun, San Pa Tong, Hang Dong, Saraphi in der Provinz Chiang Mai, Ban Thi wiederum in Lamphun and Mae On wieder in Chiang Mai. 
Die Haupt-Wasserressource des Kreises ist der Mae Nam Ping (Ping-Fluss).

## Verwaltung

### Provinzverwaltung
Der Landkreis Mueang Lamphun ist in 15 Tambon („Unterbezirke“ oder „Gemeinden“) eingeteilt, die sich weiter in 159 Muban („Dörfer“) unterteilen.
| Nr. | Name             | Thai      | Muban | Einw.  |
| --- | ---------------- | --------- | ----- | ------ |
| 01. | Nai Mueang       | ในเมือง    | 0-    | 12.733 |
| 02. | Mueang Nga       | เหมืองง่า   | 10    | 15.652 |
| 03. | Umong            | อุโมงค์     | 11    | 13.262 |
| 04. | Nong Chang Khuen | หนองช้างคืน | 06    | 03.761 |
| 05. | Pratu Pa         | ประตูป่า    | 09    | 05.572 |
| 06. | Rim Ping         | ริมปิง      | 10    | 06.930 |
| 07. | Ton Thong        | ต้นธง      | 11    | 12.753 |
| 08. | Ban Paen         | บ้านแป้น    | 09    | 06.108 |
| 09. | Mueang Chi       | เหมืองจี้    | 14    | 08.911 |
| 10. | Pa Sak           | ป่าสัก      | 18    | 13.469 |
| 11. | Wiang Yong       | เวียงยอง   | 08    | 06.176 |
| 12. | Ban Klang        | บ้านกลาง   | 12    | 09.957 |
| 13. | Makhuea Chae     | มะเขือแจ้   | 21    | 15.536 |
| 16. | Si Bua Ban       | ศรีบัวบาน   | 12    | 08.739 |
| 17. | Nong Nam         | หนองหนาม  | 08    | 04.847 |

### Lokalverwaltung
Es gibt eine Kommune mit „Stadt“-Status (Thesaban Mueang) im Landkreis:
- Lamphun (Thai: เทศบาลเมืองลำพูน) bestehend aus dem kompletten Tambon Nai Mueang.

Es gibt 13 Kommunen mit „Kleinstadt“-Status (Thesaban Tambon) im Landkreis:
- Nong Chang Khuen (Thai: เทศบาลตำบลหนองช้างคืน) bestehend aus dem kompletten Tambon Nong Chang Khuen.
- Pratu Pa (Thai: เทศบาลตำบลประตูป่า) bestehend aus dem kompletten Tambon Pratu Pa.
- Ton Thong (Thai: เทศบาลตำบลต้นธง) bestehend aus dem kompletten Tambon Ton Thong.
- Tha Chiang Thong (Thai: เทศบาลตำบลท่าเชียงทอง) bestehend aus Teilen des Tambon Ban Paen.
- Mueang Chi (Thai: เทศบาลตำบลเหมืองจี้) bestehend aus dem kompletten Tambon Mueang Chi.
- Si Bua Ban (Thai: เทศบาลตำบลศรีบัวบาน) bestehend aus dem kompletten Tambon Si Bua Ban.
- Ban Paen (Thai: เทศบาลตำบลบ้านแป้น) bestehend aus den Teilen der Tambon Ban Paen, Nong Nam.
- Rim Ping (Thai: เทศบาลตำบลริมปิง) bestehend aus dem kompletten Tambon Rim Ping.
- Umong (Thai: เทศบาลตำบลอุโมงค์) bestehend aus dem kompletten Tambon Umong.
- Mueang Nga (Thai: เทศบาลตำบลเหมืองง่า) bestehend aus dem kompletten Tambon Mueang Nga.
- Ban Klang (Thai: เทศบาลตำบลบ้านกลาง) bestehend aus dem kompletten Tambon Ban Klang.
- Wiang Yong (Thai: เทศบาลตำบลเวียงยอง) bestehend aus dem kompletten Tambon Wiang Yong.
- Makhuea Chae (Thai: เทศบาลตำบลมะเขือแจ้) bestehend aus dem kompletten Tambon Makhuea Chae.

Außerdem gibt es zwei „Tambon-Verwaltungsorganisationen“ (องค์การบริหารส่วนตำบล – Tambon Administrative Organizations, TAO)
- Pa Sak (Thai: องค์การบริหารส่วนตำบลป่าสัก) bestehend aus dem kompletten Tambon Pa Sak.
- Nong Nam (Thai: องค์การบริหารส่วนตำบลหนองหนาม) bestehend aus Teilen des Tambon Nong Nam.